# Spilarctia rubilinea
Spilarctia rubilinea là một loài bướm đêm thuộc phân họ Arctiinae, họ Erebidae.